# Picea meyeri
Picea meyeri je druh jehličnatého stromu původem z Asie.

## Popis
Jedná se o strom, který dorůstá až 30 m výšky a průměru kmene až 60 cm. Borka je šedohnědá, nepravidelně rozpraskaná. Větvičky mají žlutohnědou barvu, nikoliv však narůžovělou nebo narezlou a nejsou nasivělé, mohou být pýřité i lysé. Jehlice jsou na průřezu kosočtverečné, nejsou sivé, asi 1,3–3 cm dlouhé a asi 2 mm široké, na vrcholu tupé až tupě špičaté. Samičí šišky jsou jako nezralé zelené, později žlutohnědé, podlouhle válcovité, za zralosti asi 6–9 cm dlouhé a asi 2,5–3,5 cm široké. Šupiny samičích šišek jsou za zralosti obvejčité, asi 16 mm dlouhé a asi 12 mm široké, horní okraj je zaokrouhlený až tupě trojúhelníkovitý. Semena jsou s křídly asi 10 mm dlouhými.

## Rozšíření
Picea meyeri je přirozeně rozšířen v severní Číně, a to v provincii Šan-si (Wutai Shan), Che-pej, Šen-si, Vnitřní Mongolsko a možná i v jižním Kan-su.

## Ekologie
Jedná se o důležitou součást horských lesů, roste v nadmořských výškách 1600–2700 m n. m. V horských oblastech tvoří tyto smrčiny i hranici lesa, např. na hoře Wutai společně s břízou Betula albosinensis a modřínem Larix gmelinii var. principis-rupprechtii.